# Маноа, Алек
Алек Айзек Маноа (англ. Alek Isaac Manoah; 9 января 1998, Хомстед, Флорида) — американский бейсболист, питчер клуба Главной лиги бейсбола «Торонто Блю Джейс».

## Биография
Алек Маноа родился 9 января 1998 года в Хомстеде во Флориде. Один из трёх детей в семье Эрика Маноа и его супруги Сьюзан. Его старший брат Эрик Маноа-младший был профессиональным бейсболистом, выступал в системе клуба «Лос-Анджелес Энджелс». Маноа учился в старшей школе Саут Дейд, играл за её бейсбольную команду, становился победителем чемпионата штата. После окончания школы он поступил в университет Западной Виргинии.
В бейсбольном турнире NCAA Маноа дебютировал в 2017 году. Карьеру он начинал как реливер, затем вошёл в стартовую ротацию питчеров. Он принял участие в девятнадцати матчах, одержал одну победу при одном поражении и сделал два сейва. Его показатель пропускаемости составил 3,07. По итогам турнира Маноа вошёл в символическую сборную звёзд конференции Big 12. В 2018 году он сыграл за команду 31 матч, восемь из которых провёл в роли отбивающего. За сезон он выиграл три матча, проиграв пять. В турнире 2019 года Маноа сыграл 16 матчей стартовым питчером, проведя на поле 108 1/3 иннингов и сделав 144 страйкаута при 27 уоках. По итогам сезона он был признан Питчером года в конференции.
На драфте Главной лиги бейсбола 2019 года Маноа был выбран клубом «Торонто Блю Джейс» в первом раунде под общим одиннадцатым номером. В июне он подписал с командой контракт, получив бонус в размере 4,5 млн долларов. Профессиональную карьеру он начал в составе «Ванкувер Канадианс» в Северо-Западной лиге, сыграв 17 иннингов. Весь 2020 год он пропустил после отмены сезона в младших лигах из-за пандемии COVID-19. Весной 2021 года Маноа провёл 18 иннингов на уровне AAA-лиги за «Баффало Байзонс», одержав три победы при показателе пропускаемости 0,50. В мае он дебютировал в основном составе «Блю Джейс». По ходу регулярного сезона он установил клубный рекорд, сделав сто страйкаутов за семнадцать матчей, на три игры превзойдя достижение Хуана Гусмана и Дрю Хатчисона. В сентябре Маноа провёл шесть матчей с пропускаемостью 3,38, одержав четыре победы и сделав 41 страйкаут, после чего был признан Новичком месяца в Американской лиге.